# Anjalankoski

Ehemaliges Wappen der Stadt Anjalankoski

Anjalankoski [ˈɑnjɑlɑŋkɔski] ist eine ehemals selbständige Stadt im Südosten Finnlands. Sie entstand 1975 als Marktflecken (kauppala) aus dem Zusammenschluss der Gemeinden Anjala und Sippola und erhielt zwei Jahre später das Stadtrecht. 2009 wurde Anjalankoski zusammen mit Kuusankoski, Valkeala, Jaala und Elimäki in die Stadt Kouvola eingemeindet.
Anjalankoski liegt in der Landschaft Kymenlaakso am Mittellauf des Flusses Kymijoki. Das administrative Stadtgebiet von Anjalankoski umfasste ein Gebiet von 752,92 km². Es handelte sich aber nicht um ein städtisch strukturiertes Gebiet, vielmehr bestand Anjalankoski aus den drei Siedlungszentren (taajama) Myllykoski, Inkeroinen und Anjala sowie umliegenden ländlichen Gebieten. Das Verwaltungszentrum von Anjalankoski war der südlich von Myllykoski gelegene Ort Keltakangas. Die Einwohnerzahl Anjalankoskis betrug zuletzt 16.379.
Die zu Anjalankoski gehörigen Industrieorte Myllykoski und Inkeroinen sind bedeutende Zentren der finnischen Papierindustrie; die größten Arbeitgeber vor Ort sind die Papierfabriken der Unternehmen Stora Enso und Myllykoski Paper. Als ein Beispiel moderner Industriearchitektur ist die 1937 von Alvar Aalto erbaute Papierfabrik des Unternehmens Tampella (heute Stora Enso Anjala Paper Mill) von Interesse. Ferner haben sich metallverarbeitende und chemische Industriebetriebe angesiedelt. Myllykoski ist zudem die Heimat des finnischen Fußballmeisters Myllykosken Pallo -47 (meist MyPa abgekürzt) von 2005. Der Ort Anjala ist für den 1788 geschlossenen Anjalabund bekannt, einer Verschwörung finnischer und schwedischer Offiziere gegen den schwedischen König Gustav III. Anjalankoski unterhielt eine Städtepartnerschaft zu Eilenburg in Deutschland.